# Nápoly IX. kerülete
Nápoly IX. kerületét a következő városnegyedek alkotják:

## Pianura
Pianura (jelentése síkság, alföld) Nápoly egyik nyugati városnegyede Soccavo negyed és Pozzuoli városa között. 

## Soccavo
Soccavo (jelentése a kőfejtő alatt) Nápoly egyik északnyugati városrésze, a Camaldoli-domb és Fuorigrotta között. Nevét a Camaldoli-domb egykori kőfejtője után kapta. 

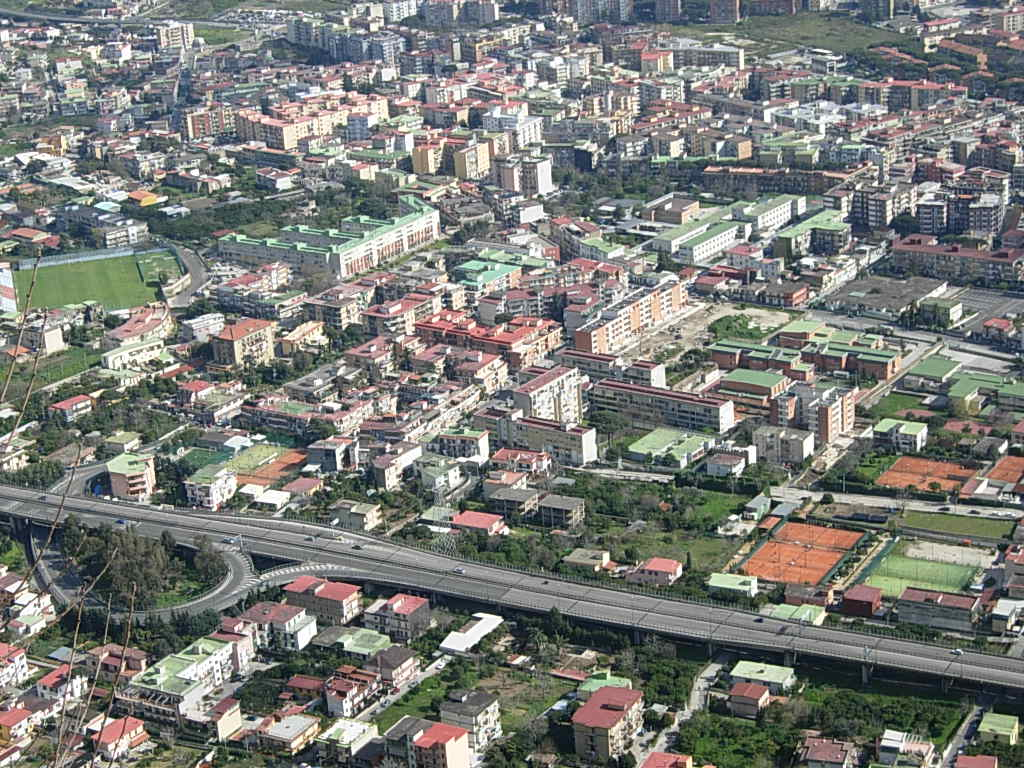
Soccavo

## Külső hivatkozások
- http://www.comune.napoli.it